# Дятел звичайний
Дя́тел звича́йний, або дя́тел вели́кий строка́тий (Dendrocopos major) — птах досить великого розміру; один із найвідоміших представників родини Дятлових. Населяє найрізноманітніші лісові ландшафти Палеарктики від Канарських островів і північно-західної Африки на заході до Камчатки і Японських островів на сході, причому майже скрізь є звичайним, численним видом. Нерідко селиться в межах населених пунктів — у старих садах, парках, на кладовищах. Як правило, веде осілий спосіб життя і лише на північній межі ареалу в несприятливі роки здійснює масові кочівлі-інвазії в сусідні регіони.
Дятел відіграє важливу роль в екосистемах лісу, забезпечуючи дуплами дрібних птахів, як-от синиці і мухоловки. Крім того, він у великій кількості поїдає лісових шкідників: попелиць, гусінь метеликів і комах, які живляться деревиною — вусачів, златок, короїдів, мурах тощо. Якщо навесні та влітку основу раціону складають тваринні корми, то восени і взимку птах переходить на рослинну їжу. У хвойних лісах його основним кормом є насіння сосни, ялини і модрини. Для довбання шишок використовується «кузня» — розгалуження гілок, щілина в корі або отвір, зроблений дятлом, у який вставляється шишка. У південних листяних лісах дятли споживають горіхи та плоди кісточкових дерев.
Сезон розмноження триває з кінця березня по червень. Будівництву гнізда передує галаслива, демонстративна поведінка птахів, супроводжувана криками, стукотом і шлюбними іграми. У кладці зазвичай 5—7 блискучих білих яєць. Висиджують по черзі обидва птахи, близько двох тижнів. Пташенят спочатку не чутно, але ближче до вильоту вони стають галасливими і висовуються з гнізда. Виліт молодих відбувається, як правило, у червні, у віці близько 3 тижнів.
Його голос можна почути в будь-який час року з різних причин: шлюбне збудження, територіальна суперечка, переляк або демонстрація гнізда.

## Опис

### Зовнішній вигляд

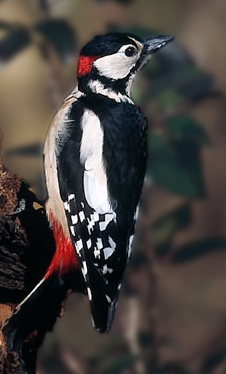
Самець з червоною перев'яззю на потилиці

Завбільшки з чорного дрозда. Довжина тіла становить 22—27 см, розмах крил — 42—47 см, вага складає 60—100 г.
У забарвленні переважають чорні й білі тони, які в поєднанні з яскраво-червоним (у окремих підвидів — рожевим) підхвістям надають птахові строкатого вигляду. Верх голови, спина і надхвістя чорні з синюватим блиском. Лоб, щоки, плечі бурувато-білі. Черево залежно від району проживання може бути світлішим або темнішим, мінячись від чисто білого до бурого або майже шоколадного. На плечах розташовані великі білі поля, між якими проходить чорна спинна смуга. Махові пера чорні з широкими білими плямами, які на складеному крилі утворюють п'ять поперечних світлих смуг. Хвіст чорний, за винятком двох крайніх стернових пір'їн, які білого кольору. Райдужна оболонка ока коричнева або червона, дзьоб свинцево-чорний, лапи темно-бурі. Від основи дзьоба до бічної частини шиї, а потім убік до чорного зашийку тягнуться добре помітні чорні смуги — «вуса», які облямовують білі щоки.
Самець відрізняється від самиці червоною поперечною смугою на потилиці. У молодих птахів незалежно від статі тім'я червоне з чорними поздовжніми штрихами. Інших відмінностей в забарвленні оперення молоді не мають. Хвіст середньої довжини, загострений і дуже жорсткий, тому що служить головним чином опорою при лазінні по стовбуру дерева. Дятел добре і швидко літає, проте у всіх випадках віддає перевагу лазінню по стовбуру, користуючись крилами лише для перельоту на сусіднє дерево.

### Порівняння зі схожими видами
Зазвичай порівнюють великого строкатого дятла з сирійським і білокрилим дятлами, що мають найбільш схожий малюнок оперення. У сирійського дятла лінія «вусів» не доходить до зашийка, як у великого строкатого: там де в останнього дві білі плями, розділених чорною лінією, у сирійського лише одна суцільна. Крім того, у сирійського дятла боки голови світліші, підхвістя рожевувате (але не червоне), на крайніх рульових перах лише кілька білих цяток.
Білокрилий дятел дещо дрібніший, має слабший дзьоб, і в нього значно більш розвинутий білий колір на лопатках і крилах, червоний в нижній частині тіла більш насичений. У короткохвостого дятла біла нижня частина спини, а також рожеве підхвістя і відсутні чорні штрихи на боках. Малий строкатий дятел значно дрібніший від великого, також, як і короткохвостий, виділяється білою спиною, а також білим підхвістям. У трипалого дятла біла поздовжня смуга на спині і відсутність червоних відмітин (шапочка самця забарвлена в лимонно-жовтий колір).

### Мінливість

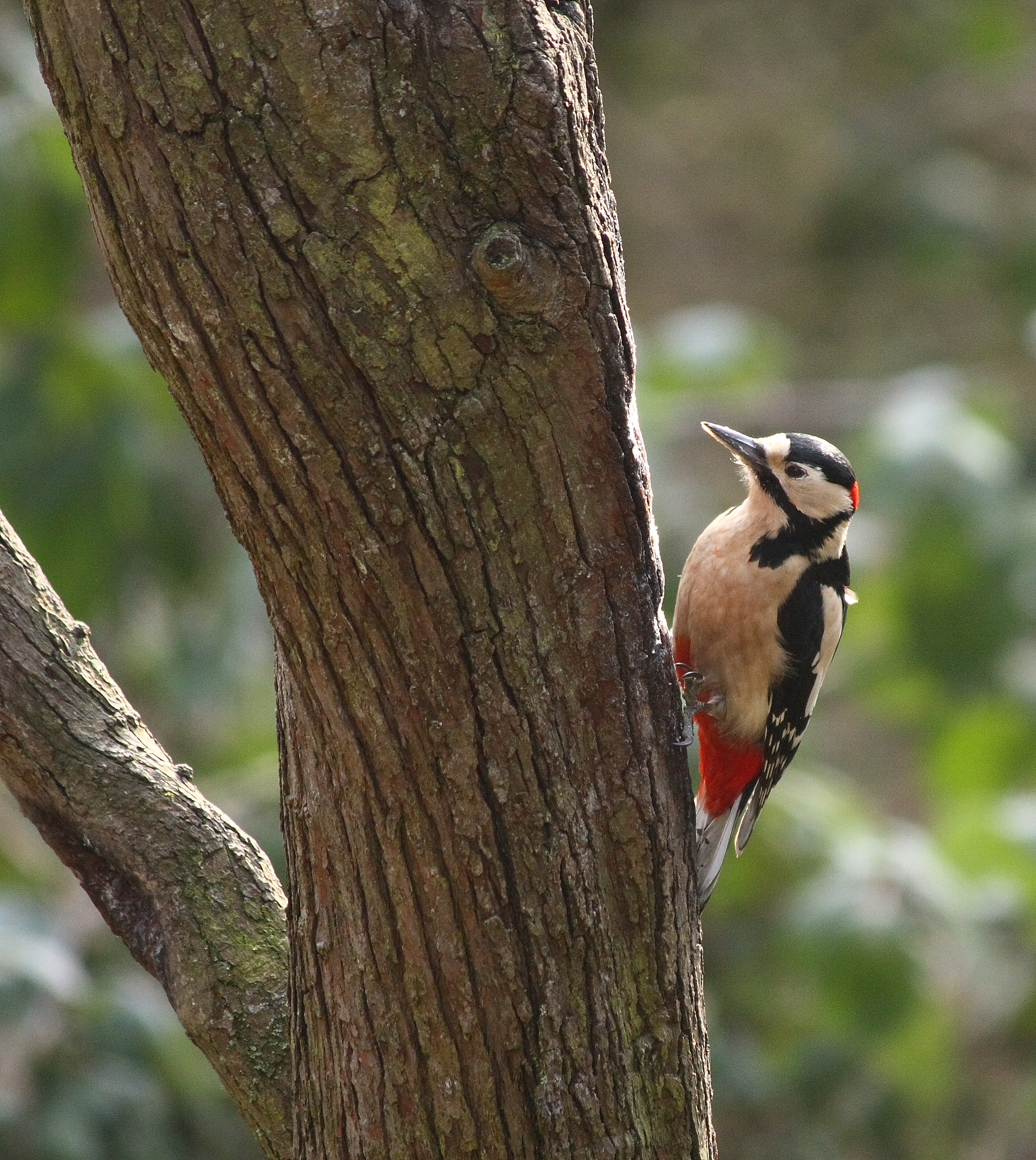
Підвид D. m. pinetorum з рожевим черевом

Підвидова систематика в цілому розроблена недостатньо, різні автори виділяють від 14 до 26 географічних рас. Мінливість проявляється у ступені розвитку і тональності світлого забарвлення на нижньому боці тіла, а також в деталях малюнка оперення, в загальних розмірах і пропорціях. Деякі автори при визначенні підвиду також використовують величину дзьоба, яка скоріше залежить від характеру харчування конкретної особини, ніж від географічного положення популяції. У загальному випадку можна сказати, що північні раси більші, мають коротший і сильніший дзьоб, світліше оперення черева.
Чітка межа між ареалами підвидів часто відсутня, оскільки для виду характерна поступова, «клинова» зміна ознак з півночі на південь і з заходу на схід. З особливостей можна відзначити чорну з червоними плямами поперечну смугу на грудях у північноафриканського підвиду numidus, редукцію лопаткових білих полів і червону пляму на грудях у китайської раси cabanisi. Останню іноді виділяють в окремий вид. Великий строкатий дятел зрідка утворює гібридні форми з сирійським, білокрилим і короткохвостим дятлами. Список підвидів, їх поширення та морфологічні особливості наведено в розділі «Зовнішня класифікація».

### Голос
Досить галасливий птах. Його голос можна почути в будь-який час року з різних причин: шлюбне збудження, територіальна суперечка, переляк або демонстрація гнізда. Вокалізація самців і самиць не відрізняється, хоча самці в цілому кричать частіше й інтенсивніше. Найчастіше можна почути різке й уривчасте «кік» із деякими модифікаціями. Часом схвильований птах видає цей звук швидко кілька разів, у результаті чого він перетворюється на стрекотливе «кі-кі-кі …» або «кр-кр-кр …». З середини січня до кінця червня, а також іноді у вересні крики часто супроводжує «барабанний дріб», що являє собою своєрідну трель від вібрації сухого сучка під швидкими ударами дзьоба. Ця трель також є важливим засобом спілкування між птахами. Дріб у великого дятла дуже короткий, триває близько 0,6 секунди і складається з 12-13 ударів, які зливаються в єдиний звук, окремі удари практично нерозрізнювані. За цією ознакою, а також за тим, що дріб починається гучно, а потім швидко затихає, можна розпізнати великого строкатого дятла здалеку, навіть не бачачи його. У гарну погоду дріб чути на відстані до 1,5 км від птаха.

## Поширення

### Ареал

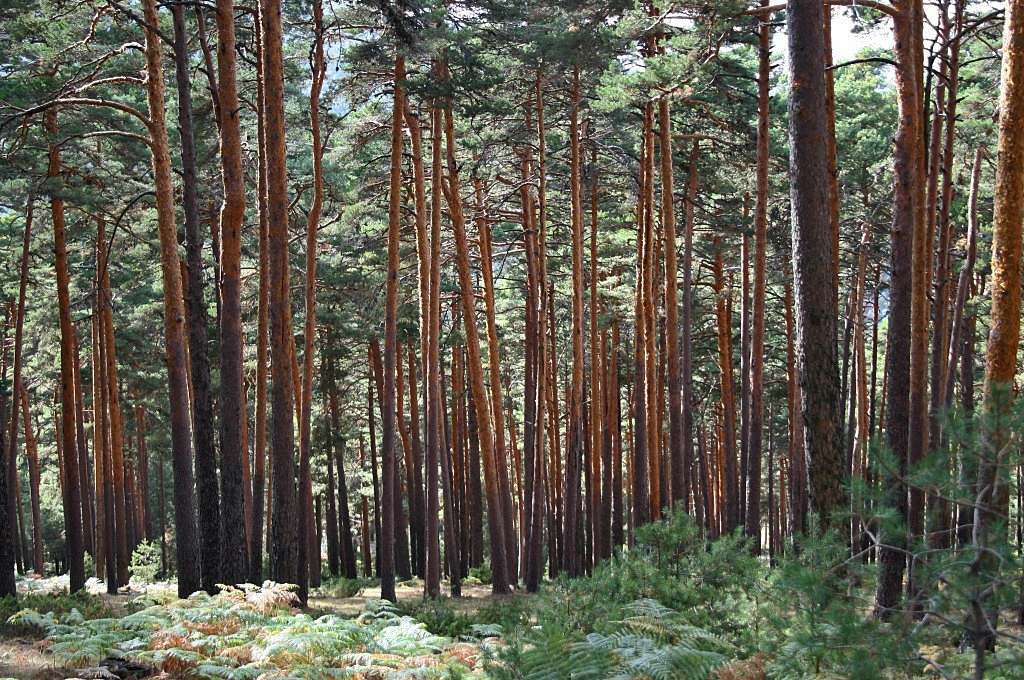
Одне з улюблених місць перебування великого строкатого дятла — сосновий бір

Область розповсюдження охоплює більшу частину Палеарктики. В Африці мешкає на півночі Алжиру й Тунісу на південь до Великого Атласу, в Марокко і на канарських островах Тенерифе і Гран-Канарія. В Європі поширений майже повсюдно, за винятком Ірландії, високогірних районів, півночі Скандинавії, а також степової зони України, півдня й арктичних районів Росії. У південній частині Балканського півострова та в Малій Азії трапляється спорадично в гірській місцевості. На островах Середземного моря відзначений на Сицилії, Корсиці та Сардинії. Велика ізольована ділянка є на Кавказі, в Закавказзі й півночі Ірану на територіях, прилеглих до Каспійського моря.
У Скандинавії, Фінляндії і на Кольському півострові поширений до кордонів деревної рослинності, в європейській частині Росії на північ до Соловецьких островів, східного узбережжя Білого моря, долини Семжі (півострів Канін), низин Печори, в районі Уралу на північ до 67° північної широти. У Західному Сибіру відзначений на північ до 66° північної широти, в долині Єнісею — до 68° північної широти, до північної частини басейну Нижньої Тунгуски, в басейні Лени — до 65° північної широти. На сході північна межа ареалу опускається до північного узбережжя Гіжигінської губи. На Камчатці гніздиться на північ приблизно до 62-ї паралелі. Населяє Сахалін, південні Курильські острови, а також японські острови Хоккайдо, Хонсю, Цусіма і Тобі.
В Україні гніздиться на південь до широти міста Дніпра, а також у гірському Криму. В європейській частині Росії поширений на південь до понизь Дону, Волги, долини Уралу в районі 49-ї паралелі. На схід південна межа ареалу проходить через територію Казахстану — долину Ілека на заході, район Павлодару, Казахський дрібносопочник, Зайсанську улоговину. Ізольована ділянка розташована на схід від озера Балхаш в Джунгарському Алатау. У Монголії і Західному Китаї область розповсюдження охоплює простір на південь до хребта Борохоро, Східного Тянь-Шаню, Хангаю, Хентею і Великого Хінгану. На схід південний кордон ареалу різко йде на південь і через центральні й східні райони Китаю досягає північної частини Індокитаю, китайських провінцій Юньнань і Хайнань, а також північного Лаосу.

### Місця проживання
У виборі місць мешкання надзвичайно пластичний, пристосовується до будь-яких біотопів, в яких є дерева — від північної тайги до невеликих лісистих острівців, садів і парків. Тим не менш, щільність розселення не скрізь однакова; в різних регіонах птахи можуть віддавати перевагу тим чи іншим типам лісу. У Північній Африці оселяється в маслинових і тополевих гаях, в кедрових, соснових, широколистяних і мішаних лісах з дубом корковим. У Польщі найбільшої чисельності досягає в вільхово-ясенових і дубово-грабових гаях. Охоче оселяється в парках і лісопарках зі старими деревами, в садах. На північному заході Росії звичайний і численний у різноманітних типах лісу — в сухих борах, в заболочених ялинових лісах, у темнохвойних, мішаних і широколистяних лісах. Не цурається людини і нерідко трапляється навіть у великих містах: наприклад, в Санкт-Петербурзі птахи гніздяться в Михайлівському саду, в парку Лісотехнічної академії, в Сосновському лісопарку і на кладовищах. На Уралі та в Сибіру віддає перевагу мішаним і хвойним лісам, особливо з домінуванням сосни, однак уникає суцільного темного лісу та дрібнолісся. На Далекому Сході населяє передгірні і гірські широколистяні й кедрово-широколистяні ліси. На півночі М'янми відзначений серед заростей вільхи і рододендрона, в Японії — звичайний в листяних, хвойних і мішаних лісах. Поза сезоном розмноження, кочуючи у пошуках корму, птахи можуть з'явитися і в нетипових для них біотопах, наприклад, у заростях тундрових і степових чагарників, очерету.

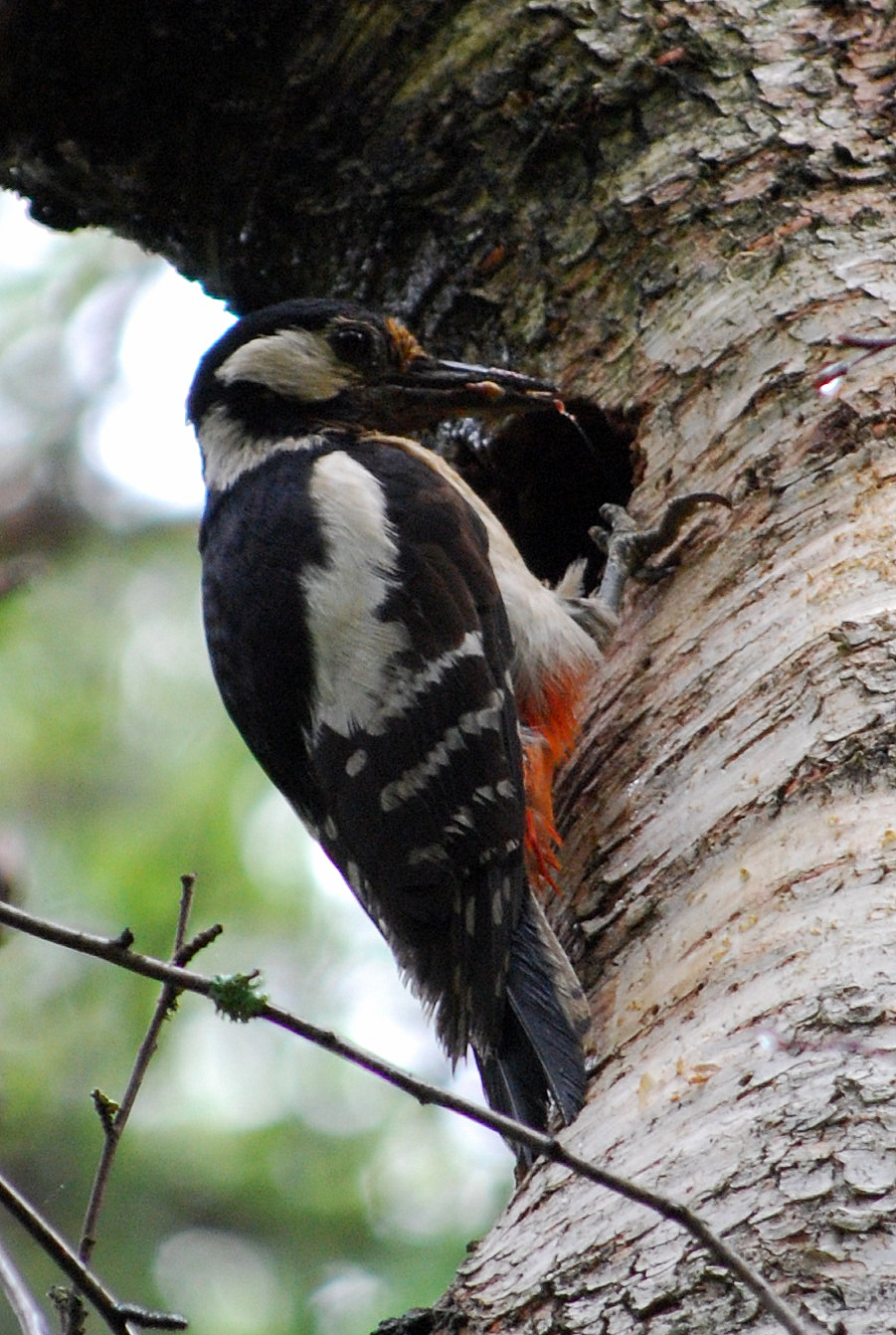
Самка біля дупла

Гніздиться до верхньої межі лісу — в Альпах до 2000 м і вище, в Тунісі понад 1000 м, в Марокко до 2200 м, в Центральній Азії до 2500 м, у Південно-Східній Азії до 1800 м, у М'янмі і в Японії до 2300 м над рівнем моря. Скрізь веде осілий спосіб життя, однак в окремі роки при неврожаї насіння та інших кормів може здійснювати масові кочівлі (інвазії) в сусідні області. При цьому чисельність птахів у межах одного району може скоротитися в кілька разів і відновитися лише через кілька років. Найбільша схильність до переміщення відзначена у молодих птахів, у той час як старі дятли намагаються не залишати гніздові ділянки.

## Розмноження

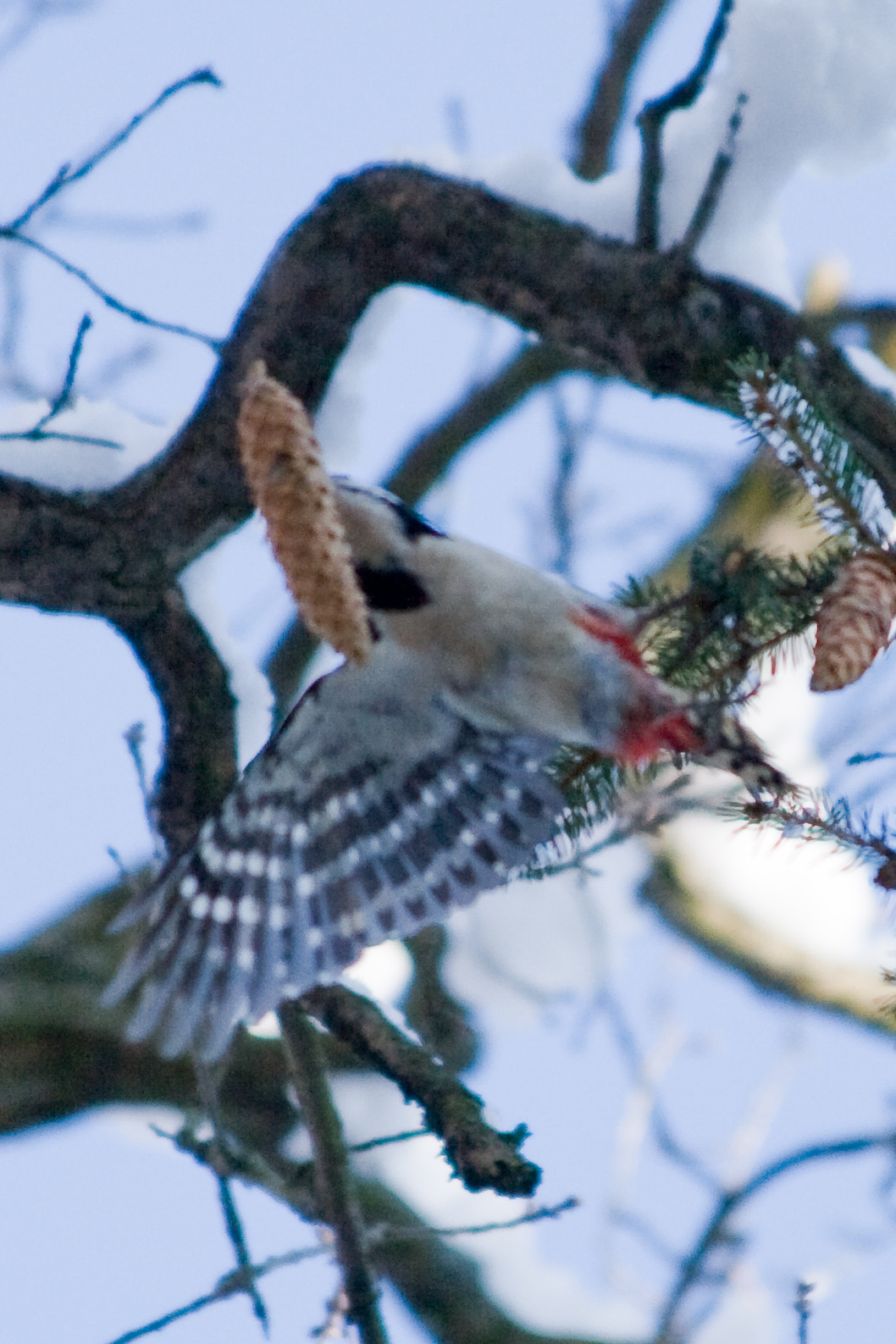
З ялиновою шишкою у дзьобі

Традиційно вважається моногамним птахом, хоча в Японії були зареєстровані випадки поліандрії. Більшість птахів приступає до розмноження в кінці першого року життя. Частина пар після закінчення сезону розмноження тримається разом до наступної весни, інша розпадається, зимує на різних ділянках лісу і на наступний рік нерідко утворює пару знову. Незважаючи на різні кліматичні умови, терміни гніздування не сильно відрізняються між північними і південними популяціями: часовий проміжок між початком кладки яєць в Африці та в Скандинавії становить близько двох тижнів. Сезон розпочинається в кінці лютого — на початку березня (у степовій зоні з січня), крики окремих самців можна почути і значно раніше — в кінці грудня або початку січня. До середини березня шлюбна активність птахів наростає, після чого тримається приблизно на одному рівні до квітня — середини травня, коли закінчується утворення пар і птахи приступають до побудови гнізд. Знайомство починається з об'єднанням кормових ділянок самця і самки. Токуючі самці поводяться дуже помітно — агресивно кричать, барабанять по сухих гілках. Самки також подають голос і перестукуються, але рідше і не так інтенсивно. Для дробу звичайні дятли часто використовують одні й ті ж дерева з сухими верхівками чи сучками у верхній частині крони. У шлюбних іграх птахи (здебільшого самці) нерідко пурхають мов метелики, віддаляючись від свого партнера з повільними помахами крил, розпушеним і піднесеним хвостом, при цьому верещать. Сідаючи на стовбур, птах може демонструвати розпочате дупло. Не є рідкісними і демонстративні переслідування одного партнера іншим, при цьому самка завжди домінує над самцем. Шлюбні польоти нерідко закінчуються спарюванням. Воно зазвичай відбувається на горизонтальній гілці у верхній частині крони і супроводжується криками. Тривалість кожної копуляції — близько 6 секунд.

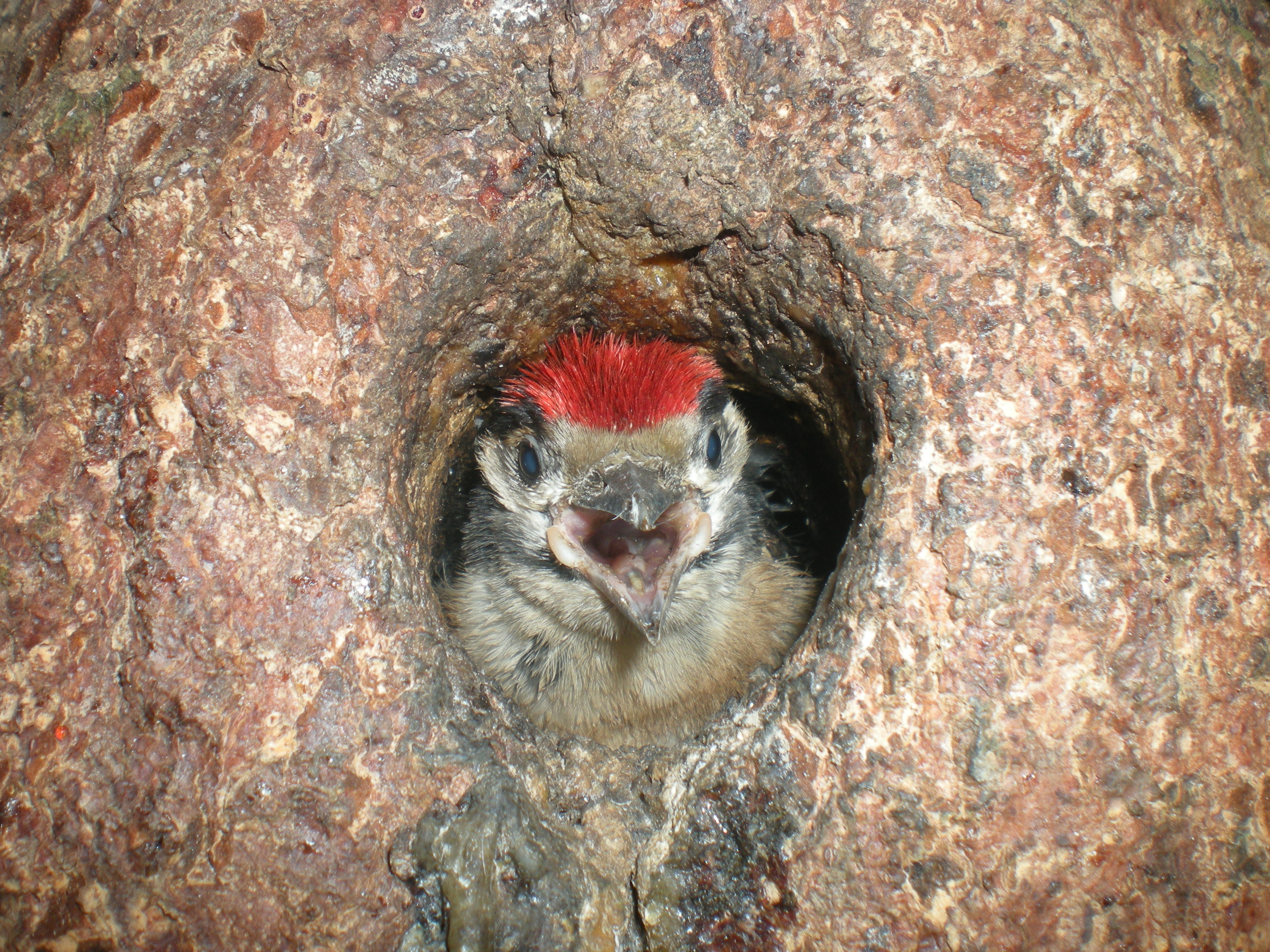
Підрослі пташенята кричать, висунувшись із гнізда

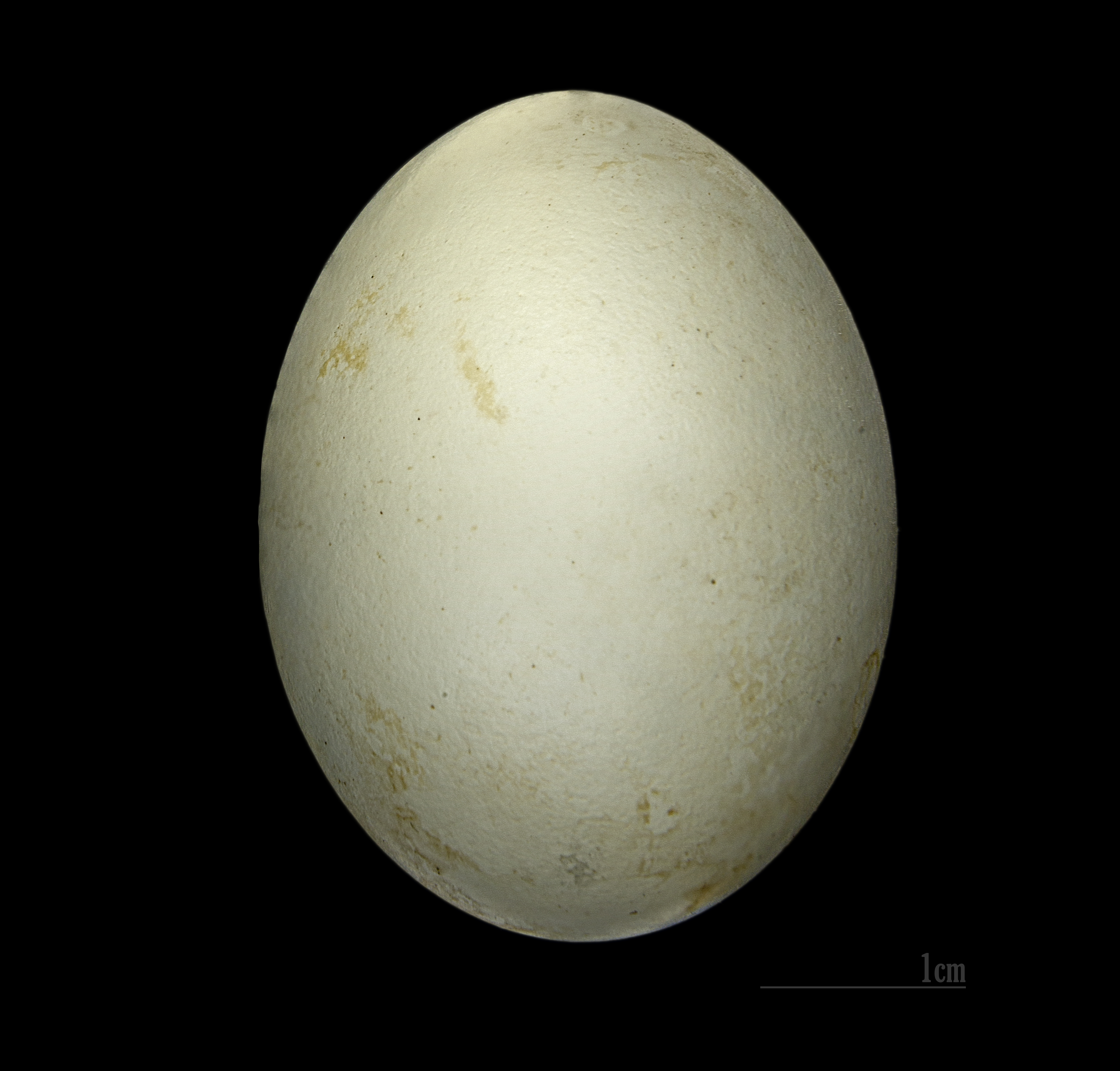
Дятел звичайний

З утворенням пари дятли стають агресивними до інших птахів, особливо токуючих. На кордоні ділянки, розмір якої залежить від щільності поселення, часто трапляються сутички із сусідами. Дерево для гнізда обирає самець. Воно, як правило, має м'яку, але не гнилу деревину — це може бути осика, рідше вільха, ще рідше береза, дуб, липа, сосна, модрина. Зрідка замість дерева птахи вибирають телеграфний стовп або іншу дерев'яну споруду. Зазвичай ділянка містить кілька несправжніх, незавершених дупел. Їх обстеження показало, що велика частина була почата й закинута через невдалий вибір місця, зокрема через наявність внутрішніх сучків. У розріджених поселеннях дятли воліють щороку довбати нове дупло, в щільних, як правило, займають торішні. Дупло найчастіше розташоване на висоті до 8 м (відомі випадки від 0,3 до 26 м) — в середньому нижче, ніж у середнього і короткохвостого дятлів, нерідко під шапинкою з гриба-трутовика. Воно має глибину 25-35 см і діаметр 11-12 см. Льоток округлий або ледь овальний, завширшки 4,5-6 см. Самець довбає по дереву, відщеплюючи шматочки деревини завдовжки 2-4 см, самка лише зрідка підміняє його. Вся робота займає до двох тижнів, але з урахуванням недобудованих гнізд може розтягнутися на триваліший термін.
У кінці квітня — початку травня самка відкладає 4-8 (частіше 5-7) блискучих білих яєць. Розміри яєць: 24-30 × 19-24 мм. Висиджують обидва члени пари, але більше самець (вночі у гнізді сидить тільки він). Інкубація триває 12-13 (за іншими даними, 10-12) днів. Пташенята вилуплюються голі, сліпі й безпомічні. Перші дні життя за межами дупла їх майже не чути; голодні видають дзижчання і скрегіт, ситі — гукають і клацають. З 10-денного віку вони вже деруться до льотка, спираючись на п'яточні мозолі, і зустрічають батьків вже біля входу. З цього часу їх добре чути на відстані до 80-100 м від дупла. У вигодовуванні беруть участь обидва батьки. Вони прилітають до гнізда кожні 2-4 хвилини, за день роблячи до 300 годувань. У гнізді пташенята проводять від 20 до 23 діб, перш ніж набувають здатність до польоту. Потім виводок розпадається — частина пташенят іде за самцем, інша — за самкою. Навчившись літати, пташенята не відразу покидають ділянку, а ще 15-20 днів тримаються біля гнізда, причому перші 10 днів їх підгодовують батьки. Середня тривалість життя дятлів становить близько 9 років, максимально відомий вік у Європі — 12 років 8 місяців — був зареєстрований в Швеції.

## Живлення
Вибір кормів найрізноманітніший залежно від сезону з ухилом у бік тваринної або рослинної їжі. Самці і самки здобувають її на різних територіях, часто навіть у різних типах лісу.

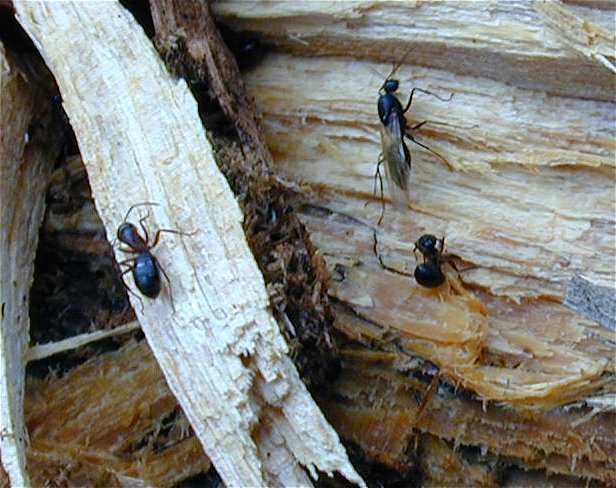
Влітку у шлунку дятлів знаходили до 300—500 мурах. На знімку — червоногруді мурахи-шашелі

Навесні та влітку дятли у великих кількостях поїдають усіляких комах та їхніх личинок: жуків, у тому числі тих, які харчуються деревиною (вусачів, короїдів, златок, рогачів, листоїдів, сонечок, довгоносиків, турунів), гусениць та імаго метеликів, у тому числі мохнатих (червиць, зубниць, хвилянок, п'ядунів, коконопрядів, жилкуватих біланів), рогохвостів, попелиць, кокцид. Чималу частку раціону складають мурахи: лазіуси, форміка, мурахи-шашелі й доліходеруси); в шлунках деяких дятлів орнітологи знаходили по 300—500 особин цих комах. Зрідка вживають в їжу ракоподібних і молюсків. У холодну пору року дятлів нерідко можна спостерігати біля житла людини, де вони відвідують пташині годівниці або видобувають залишки харчів (сир, ковбасу тощо) на смітниках. При нагоді живляться падлом. Крім того, відмічене розорення гнізд дрібних співочих птахів, поїдання їх яєць і пташенят. Серед жертв цього виду відмічені мухоловки строкаті, звичайні горихвістки, синиці, зяблики, кропив'янки, навіть інших видів дятлів.

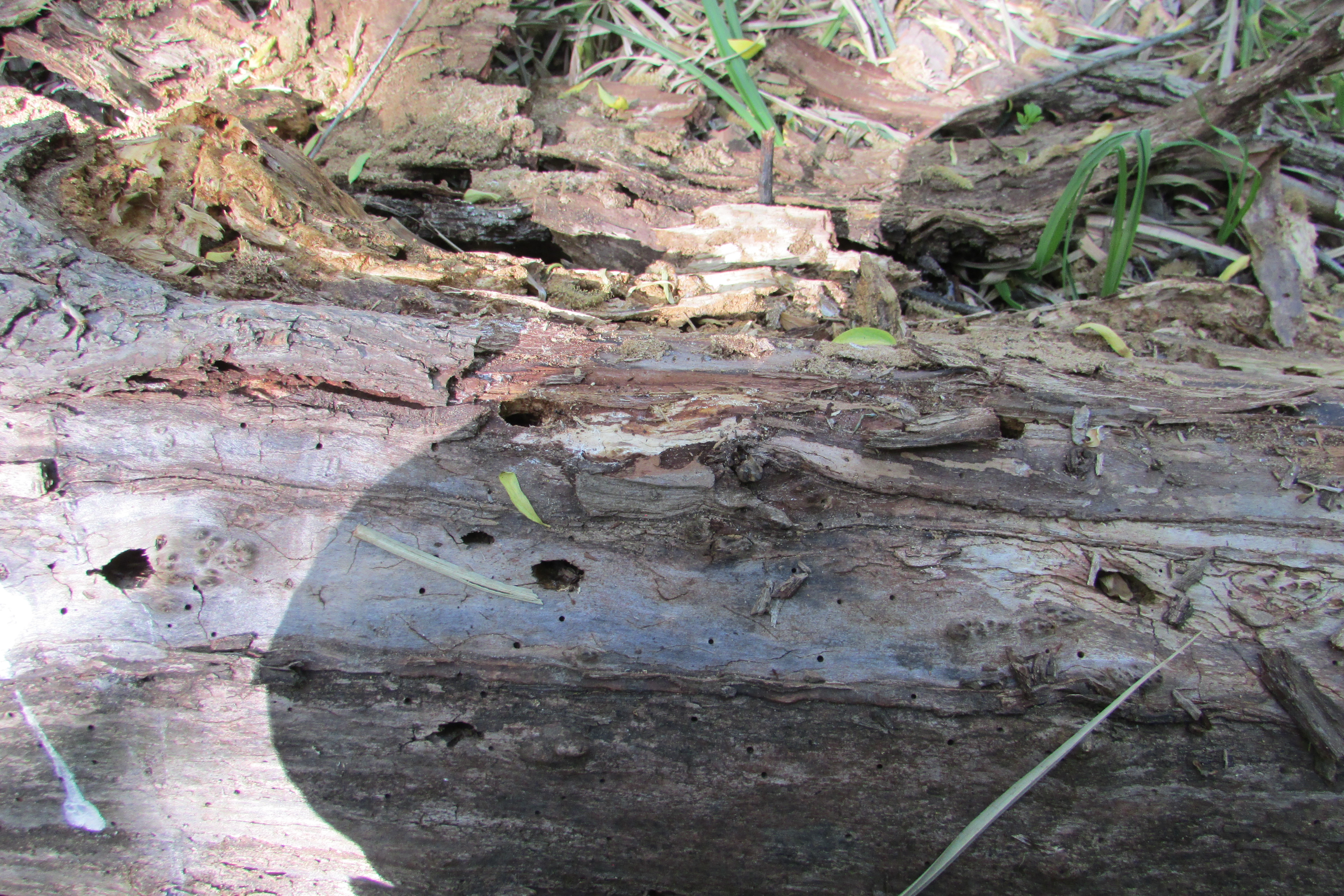
Часом, головним чином навесні, дятли годуються комахами на землі, в тому числі — добуваючи їх із лежачих мертвих дерев. На фото добре видно чималі отвори, видовбані дятлами у стовбурі верби. Буркутське відділення Національного природного парку «Олешківські піски». Травень 2021 року

Корм добувають на стовбурах і на поверхні землі. Птахи можуть лазити по бічних гілках, але ніколи не опускаються вниз головою. Найчастіше птах сідає на нижню частину стовбура і по спіралі стрибками підіймається вгору, роблячи зупинки, оглядаючи щілини і запускаючи в них свій липкий язик завдовжки близько 40 мм. Виявивши комах, дятел сильними ударами дзьоба розбиває кору або робить в ній заглиблення до 10 см, а потім язиком витягує здобич на поверхню. Піднявшись до висоти 12-16 м, а іноді й вище, дятел перелітає на інше дерево. Птах довбає переважно хворі та всохлі дерева, уражені шкідниками, і практично не чіпає здорові. Рідше, головним чином навесні, птахи годуються комахами на землі: розоряють мурашники, довбають коріння дубів і грабів, збирають опалі плоди.

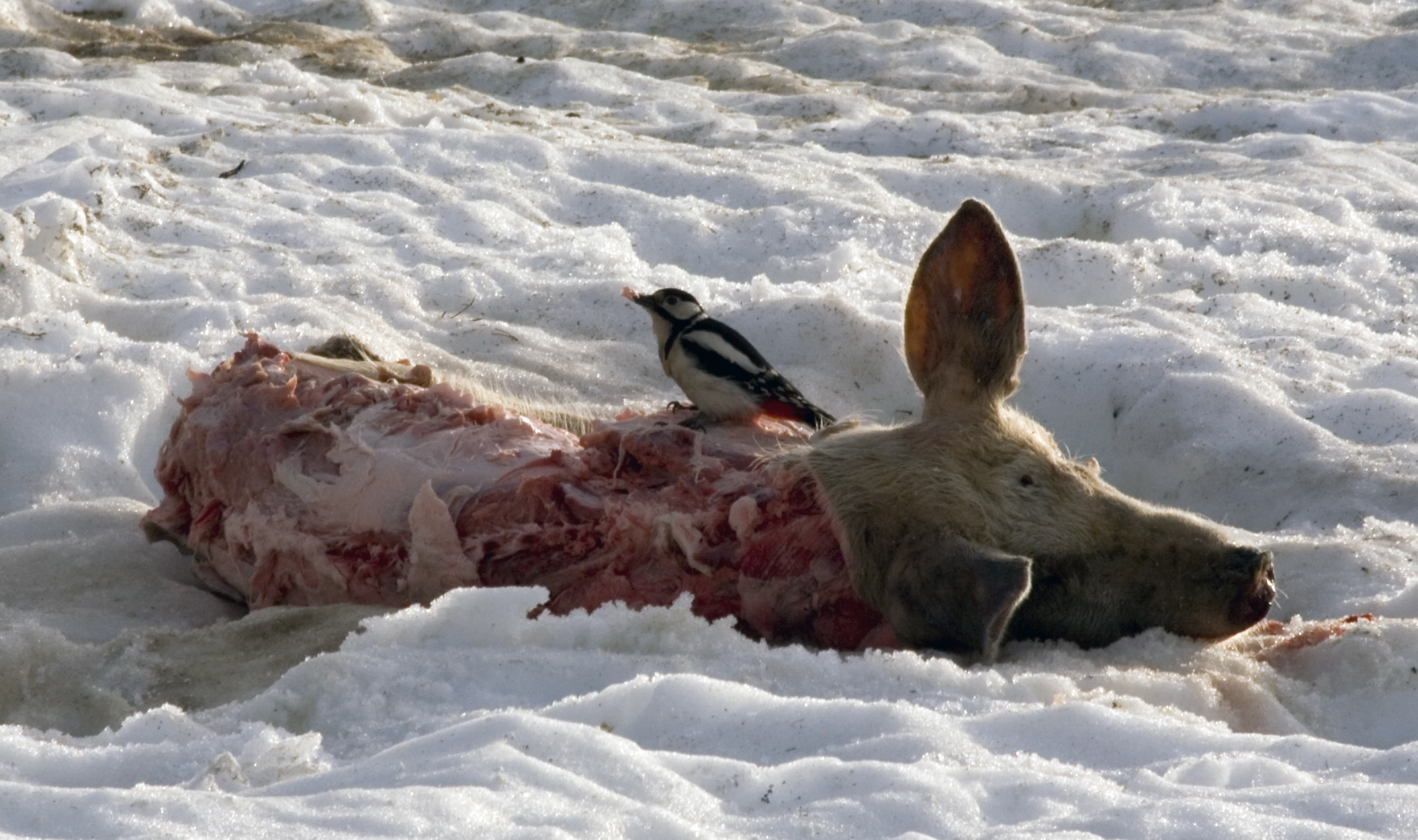
Дятли при нагоді харчуються падлом

Взимку і восени переважають рослинні корми, багаті білками — у першу чергу, насіння хвойних дерев, горіхи і жолуді, а також не опалі яблука. Комахи в цей час — швидше виняток. Характерний спосіб видобутку насіння з шишок сосни, ялини або модрини за допомогою так званої «кузні». Хоча ця тактика відома й у деяких інших видів строкатих дятлів, саме у великого строкатого вона найдосконаліша. Дятел зриває шишку з гілки, відносить в дзьобі і затискає її у заздалегідь визначеній ніші-ковадлі — природній щілині або в видовбаному ним самим отворі у верхній частині стовбура. Потім птах з силою вдаряє по шишці дзьобом, відщипує лусочки і витягує насіння. Територія, яку займає один дятел, може мати до 57 таких «ковадел», однак частіше за все використовується тільки два-чотири. Наприкінці зими під деревом може накопичитись гора лусок і розбитих шишок; в окремих випадках знаходили до 5-7 тисяч штук. Також птахи вживають в їжу горіхи та насіння ліщини, бука, дуба, граба, мигдалю; харчуються сосновими бруньками і шматочками ніжної осикової кори. Видзьобують кісточки і поїдають м'якуш аґрусу, смородини, вишні, сливи, малини, ялівцю, крушини і ясена. Ранньою весною, коли комах ще немає, а насіння вже закінчилося, дятли пробивають кору листяних дерев і п'ють сік..

## Особливості дятла
Великий строкатий дятел — досить помітний і галасливий птах, частіше за інших дятлів селиться біля людини і при нагоді годується непридатними харчовими залишками. Як правило, він проводить час наодинці; навіть під час висиджування і виведення пташенят самці і самки часто добувають їжу на різних кінцях загальної території. Масові скупчення дятлів відзначені лише в період масових інвазій номінативного підвиду — так, до 10 тисяч кочових птахів було відмічено на фінському острові Сеппі (Säppi) у районі міста Порі. Зазвичай кожна осіла особина має індивідуальну кормову ділянку. У позагніздовий період її площа коливається від 2 до 25 га в залежності від типу лісу, врожаю насіння хвойних порід і числа хвойних дерев, однак частіше за все не виходить за рамки 8-12 га. Під час розмноження при великій щільності поселення ділянки сусідніх пар можуть перетинатися, при цьому нерідкісними є конфлікти між особинами однієї статі. При появі чужака птахи можуть видавати крики, тарабанити, ганяти його вгору по стовбуру, літати над ним, завдаючи удари крилами і дзьобом. Часто фізичному контакту передує «поза протистояння»: птах сидить на вертикальній або горизонтальній поверхні супротив опонента, пір'я на голові скуйовджене, дзьоб злегка відкритий.
Великих ссавців дятли не дуже бояться, відлітаючи тільки в останній момент. При наближенні людини, плазуючи по стовбуру, птах наче випадково переповзає на протилежний від неї бік, продовжуючи обстежувати нерівності кори і зрідка виглядаючи з-за перешкоди. Якщо спробувати обійти дерево, птах знову переміститься так, щоб його не було видно. Лише при безпосередній близькості дятел зривається і з криком перелітає на інше дерево.

## Линяння

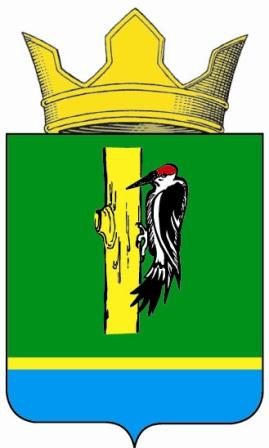
Дятел на гербі Дятловського сільського поселення

Зміна пір'яного покриву у дорослих птахів відбувається один раз на рік — з червня по кінець жовтня — початок листопада, самці линяють дещо раніше від самок. Першими змінюються першорядні махові у зворотному порядку з X по I — цей процес триває у номінативного підвиду з середини червня до кінця липня, у більшої частини західноєвропейських і кавказьких рас з початку червня до середини липня, у підвиду hispanus й інших південних рас починаючи з кінця травня або перших чисел червня. Під час зміни IX і VIII пер починається заміна другорядних махових за схемою 8-9-7-1-10-6-2-11-5-3-4. Стернові пера змінюються в другій половині літа в порядку 2-3-4-5-1; одночасно з ними йде заміна пір'яного покриву іншої частини тіла. Крім того, у молодих птахів розвинене «постювенальне линяння», яке починається в 18-20-денному віці, коли птахи сидять у гнізді, і закінчується через 145—165 днів.

## Вороги і паразити
Є скупі відомості про напад хижаків у помірних широтах. Відомо, що на дятлів іноді нападають яструб малий та яструб великий, з наземних — лісова куниця і, можливо, горностай. У безлісій місцевості небезпеку являє сапсан — раніше повідомлялося, що в тундрі Ямалу цей сокіл майже повністю знищив популяцію дятлів, які у пошуках корму змінили типові лісові біотопи на відкриті простори. Гнізда птахів розоряють звичайна білка і вовчок сірий, потенційну небезпеку являє руда вечірниця. З підготовленого під гніздо дупла птаха може витіснити звичайний шпак. У гніздах птахів знайдені кровосисні комахи: блохи Ceratophyllus gallinae, Lyctocoris campestris, Entomobrija marginata та Entomobrija nivalis, пухоїди Menopon pici та Degecriella caudida, двокрилі. На гніздових пташенят нападають мошки та Ceratopogonidae. У ряді областей у ротовій порожнині птахів був виявлений порожнинний кліщ Sternostoma hylandi.

## Дятел і людина
На більшій частині ареалу великий строкатий дятел вважається фоновим видом — звичайним, численним птахом, який часто вибирає місця поруч з житлом людини і деколи поводиться демонстративно. Тим не менш, на відміну від зеленого і чорного дятлів, його назва в європейських мовах була остаточно сформульована відносно недавно. В античних джерелах лише згадувалося загальну назву «дятел» безвідносно до будь-якого виду. Так, у міфах про засновників Риму Ромула і Рема дятел допомагав вовчиці вигодувати кинутих у лісі дітей, приносячи їм фрукти та лісові ягоди, і охороняв священні для римлян дерева. Відомий британський орнітолог і фольклорист Едвард Армстронг (Edward A. Armstrong) на підставі вивчення різних міфів і легенд зробив висновок, що в Європі за часів неоліту, коли більша частина території була покрита лісами, існував культ дятла. Згідно з повір'ям, птах викликав дощ і символізував родючість.

## Класифікація і підвиди

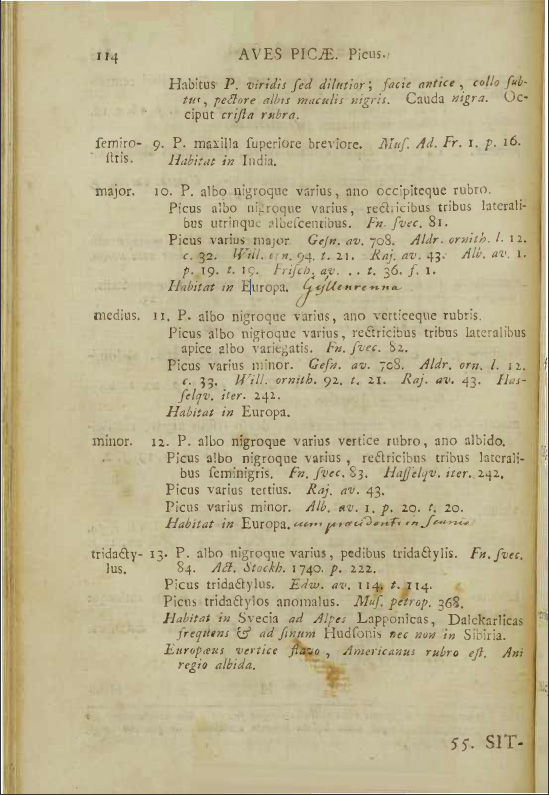
Система природи Карла Ліннея, 1758. Перший науковий опис звичайного, середнього, малого і трипалого дятлів

Великий строкатий дятел належить до роду Dendrocopos родини Дятлових, який охоплює середньої величини дятлів зі строкатим чорно-білим оперенням. Частина систематиків об'єднує роди Dendrocopos та Picoides, віддаючи перевагу останній назві. Найбільш близькими родичами великого строкатого дятла вважаються сирійський, білокрилий (Dendrocopos leucopterus), тамариксовий (Dendrocopos assimilis) і гімалайський (Dendrocopos himalayensis) дятли — всі ці види виділяють в загальну групу, що має ранг надвиду. Перший науковий опис великого строкатого дятла з'явився в 10-му виданні «Системи природи» Карла Ліннея; основоположник сучасної систематики дав йому назву Picus major. Сучасна назва з'явилася після того, як німецький ентомолог і систематик Карл Людвіг Кох (C.L.Koch) в 1816 році у роботі System der Baierischen Zoologie розділив зелених і строкатих дятлів, останніх позначивши як Dendrocopos. Ця назва походить від двох давньогрецьких слів — дав.-гр. δένδρον (дерево) і κόπος (удар). Видова назва major в буквальному перекладі з латини означає «великий».
«Путівник по птахах світу» (Handbook of the birds of the world) налічує 14 підвидів великого строкатого дятла:
- D. m. major (Linnaeus, 1758) — Скандинавія і північний схід Європи на південь до північної Польщі, районів міст Львова і Дніпра, понизь Дону, Волги, долини Уралу до 49-ї паралелі. Номінативний підвид.
- D. m. brevirostris(Reichenbach, 1854) — Сибір на схід до низин Амуру, Маньчжурії та узбережжя Охотського моря, на південь до південного та центрального Тянь-Шаню, Монголії. Схожий з номінативною формою, але дещо більший, має біліше черево й насичені червоні тони в підхвісті.
- D. m. kamtschaticus (Dybowski, 1883) — Камчатка, північне узбережжя Охотського моря. Має схожість з двома попередніми формами. Черево дуже світле (найсвітліший підвид), дуже великі білі поля на лопатках, зовнішні рульові пера білі з рідкими білими цятками.
- D. m. pinetorum (CL Brehm, 1831) — Велика Британія, Франція, Центральна Європа на схід до Волги, на південь до Італії, Балканського півострова, Малої Азії, Криму й Великого Кавказу. Трохи дрібніший від номінативного, має довший і вужчий дзьоб, низ з рожевим або сіруватим відтінком.
- D. m. hispanus (Schlüter, 1908) — Піренейський півострів. Темніший, ніж pinetorum. Має схожість з harterti, від якого відрізняється кремовим відтінком черева і світлішим оперенням на щоках. Зрідка має рожевий наліт на грудях.
- D. m. hartertiArrigoni, 1902 — острови Сардинія і Корсика. Більший, ніж pinetorum. Черево темніше, з темно-червоним підхвістям і меншою присутністю білого на крилах.
- D. m. canariensis (König, 1889) — острів Тенерифе. Схожий на harterti, але підхвістя помаранчево-червоне; більше чорного на зовнішній частині хвоста; світлі плями на крилах менш вохристі; боки світлі, контрастні на тлі дуже темного черева.
- D. m. thannerile Roi, 1911 — острів Гран-Канарія. Подібний до canariensis. Велика частина птахів має світліший коричневий вниз, білі поля на боках заходять на груди.
- D. m. mauritanus (CL Brehm, 1855) — Марокко. Схожий на hispanus, відрізняється від нього меншими розмірами і звичайно світлішим низом. Часто має червоні плями на грудях.
- D. m. numidus (Malherbe, 1843) — північ Алжира й Туніса. Більший від mauritanus, має на грудях чорну поперечну смугу, на якій з різною інтенсивністю розвинені червоні плями. Низ зазвичай жовтуватий; червоний колір на підхвісті насичений, частково заходить на черево.
- D. m. poelzami (Bogdanov, 1879) — Талиш і прилеглі частини Ленкоранської низовини, північ Ірану. Дрібніший за pinetorum. У порівнянні з ним дзьоб у середньому довший і помітно довший, ніж у major та brevirostris.
- D. m. japonicus (Seebohm, 1883) — Центральна та Східна Маньчжурія на схід до Сахаліну й Курильських островів, на південь до Корейського півострова. Японські острови Хоккайдо, Хонсю та Цусіма. Верх темніший, ніж у brevirostris, дзьоб тонший. Менше білого на плечах і хвості, але більше на махових. Черево також темніше, причому градієнт темного збільшується з півночі на південь.
- D. m. cabanisi (Malherbe, 1854) — Південна Маньчжурія на південь до східної М'янми, північного Лаосу, північного В'єтнаму (північний захід Бакбо), південно-східного Китаю, острова Хайнань. Низ дуже темний вохристо-коричневий. Верх теж дуже темний.
- D. m. stresemanni (Rensch, 1924) — Центральний Китай (східний Цинхай, Ганьсу, Шеньсі, Сичуань) на південь до південно-східного Тибету, Північно-Східної Індії, західної та північної М'янми, Юньнань. Ще темніший ніж cabanisi, низ майже шоколадний.